# Актас (Улытауский район)
Актас (каз. Ақтас) — посёлок в Улытауском районе Улытауской области Казахстана. Административный центр Актасской поселковой администрации. Код КАТО — 356031100.

## Население
В 1999 году население посёлка составляло 163 человека (83 мужчины и 80 женщин). По данным переписи 2009 года, в посёлке проживал 161 человек (87 мужчин и 74 женщины).